# Joel Indermitte
Joel Indermitte (27 febbraio 1992) è un ex calciatore estone, di ruolo difensore.

## Carriera
Ha esordito in Nazionale maggiore nel 2011.